# 해럴드 스콧 맥도널드 콕서터
해럴드 스콧 맥도널드 콕서터(영어: Harold Scott MacDonald Coxeter, 1907–2003)는 영국 태생 캐나다의 기하학자다.

## 생애
1907년 런던에서 태어났다. 어렸을 때 음악에 재능을 보여, 음악을 작곡하였고 10세 때 이미 피아노를 능숙히 연주하였다.
1926년 케임브리지 대학교 트리니티 칼리지에 입학하여 수학을 공부하였고, 수학 시험(Mathematical Tipos)에서 전교 수석(Senior Wrangler)을 차지하였다. 케임브리지에서 1928년 학사 학위를, 1931년 박사 학위를 수여받았다. 1932년과 1934년은 프린스턴 대학교에서 보냈고, 여기서 헤르만 바일, 오즈월드 베블런, 솔로몬 렙셰츠 등과 공동 연구하였다. 1933년에서는 케임브리지 대학교에서 루트비히 비트겐슈타인의 강의를 수강하였다.
1936년 캐나다 토론토 대학교로 가서, 1948년 교수가 되었다. 1948년 캐나다 왕립 학회 회원이 되었고, 1950년 영국 왕립 학회 회원이 되었다.

## 참고 문헌
1. 1 2  Roberts, Siobhan (2006). 《King of Infinite Space: Donald Coxeter, the Man Who Saved Geometry》 (영어). New York: Walker & Company. ISBN 978-0-8027-1499-2. OCLC 71436884.

- Davis, Chandler; Erich W. Ellers (2006). 《The Coxeter Legacy: Reflections and Projections》 (영어). Providence, R.I.: American Mathematical Society. ISBN 978-0-8218-3722-1. OCLC 62282754.
- Ellers, Erich W.; Branko Grünbaum, Peter McMullen, Asia Ivic Weiss (2003년 10월). “H. S. M. Coxeter (1907–2003)” (PDF). 《Notices of the AMS》 (영어) 50 (10).